# Notarztwagen 7
Notarztwagen 7 ist eine dreizehnteilige, in Farbe gedrehte Fernsehserie aus dem Jahr 1976, die den zeitgenössischen Alltag eines Rettungsdienst-Teams in einer Großstadt schildert.

## Inhalt
Der Notarztwagen 7 (NAW 7) der Berufsfeuerwehr Frankfurt rückt – zur Zeit der Filmproduktion noch im Kompaktsystem – von der Berufsgenossenschaftlichen Unfallklinik Frankfurt am Main (BGU) u. a. zu  Verkehrsunfällen, häuslichen Unfällen aber auch Selbstmordversuchen aus und wird dabei von Feuerwehr, Polizei und anderen Hilfsorganisationen unterstützt. Die Rettungsteams vom NAW 7 um die beiden Frankfurter Notärzte Dr. Barbara Kersten und Dr. Günter Brandenberg zeigen in dreizehn Folgen deren Tätigkeit in der Notfallmedizin.
Jede Folge behandelt eine andere Facette von Unfallrettung und Notfallmedizin. Gezeigt wird nicht nur die Rettung und Versorgung der Patienten, sondern auch immer die Vorgeschichte des Notfalls. Dabei wird dem Zuseher stets auch mit leicht erhobenem Zeigefinger der jeweilige Aspekt der Unfallverhütung gelehrt.
Die gezeigten rettungsdienstlichen Maßnahmen erscheinen aus heutiger Sicht zum Teil fragwürdig, beispielsweise Schocklage bei einem Patienten mit Herzinfarkt und Rückenlagerung von Bewusstlosen ohne endotracheale Intubation. Jedoch zeigen die Versorgungen der Patienten den damaligen notärztlichen Standard.

## Produktion
Die Fernsehserie wurde 1976 im Auftrag des Hessischen Rundfunks von der Taunusfilm GmbH produziert. Regie führte Helmuth Ashley, das Drehbuch schrieb Bruno Hampel, der auch für Serien wie Der Alte, Tatort oder Achtung Zoll! tätig war. Die Musik zur Serie schrieb Peter Thomas. Gedreht wurde hauptsächlich in und um Wiesbaden sowie in Frankfurt am Main.
Um Produktionskosten zu sparen und gleichzeitig die Arbeit der Rettungsdienste möglichst authentisch abbilden zu können, waren viele der Rettungsszenen realistische Übungen der Berufsfeuerwehren Frankfurt und Wiesbaden. Bis auf die beiden Protagonisten waren die Einsatzkräfte echtes Rettungspersonal.
Die weiteren Darsteller waren bekannte Schauspielgrößen ihrer Zeit.

## Ausstrahlung
Die Serie wurde erstmals im Winter 1976/77 im Vorabendprogramm des Deutschen Fernsehens ausgestrahlt. Ende 1988 und zuletzt in den 1990er Jahren wurde die Serie im Fernsehen bei RTL wiederholt. Am 25. April 2009 startete eine weitere Wiederholung im hr-fernsehen. Samstags um 18:20 Uhr wurden mit Ausnahme der ersten alle Folgen gezeigt. Im Herbst 2016 wurde die Serie Samstag nachts im hr-Fernsehen ausgestrahlt. Dort erfolgte nochmals eine Wiederholung im Sept./Okt. 2017. Ab dem 26. Oktober 2024 wurde die Serie am Samstagvormittag im hr-fernsehen wiederholt.

## Episoden
Der Vorspann der Serie zeigt eine Alarmfahrt des NAW 7 am Eschenheimer Tor in Frankfurt.
| Folge | Titel                          | Thema                                                                        | Erstausstrahlung  | Drehorte                                                                                           | Weitere Fahrzeuge im Einsatz                       |
| ----- | ------------------------------ | ---------------------------------------------------------------------------- | ----------------- | -------------------------------------------------------------------------------------------------- | -------------------------------------------------- |
| 1.    | Bestimmungsort Frankfurt       | Abgestürzte Person in Schiffsladeraum                                        | 1. Dezember 1976  | Main bei Frankfurt; Osthafen                                                                       | HLF 16-3, Polizeiboot Hessen 4/91, RTH Christoph 2 |
| 2.    | Die Gefälligkeit               | Verkehrsunfall durch verkehrsunsicheres Kfz                                  | 8. Dezember 1976  | Gerbermühle, Frankfurt                                                                             | GW, KW 16, GW-Licht, ELW 1, KTW                    |
| 3.    | Später Frühling                | Person mit Herzinfarkt                                                       | 15. Dezember 1976 | Kurpark Wiesbaden, Höhe Dietenmühle; Tennisplätze ebd.                                             | keine                                              |
| 4.    | 801 übernimmt Fahndung         | In Kühl-Lkw eingeschlossene Person                                           | 22. Dezember 1976 | Altstadt Wetzlar; A5 zwischen Wetzlar und Frankfurt am Main; AK Bad Homburg                        | Polizeihubschrauber Hessen 8/92                    |
| 5.    | Die Jubilarin                  | Nach Sturz bewusstlose Person in Wohnung                                     | 5. Januar 1977    | Winkeler Straße 9, Wiesbaden                                                                       | keine                                              |
| 6.    | Die Pleite muß gefeiert werden | Schwerer Motorradunfall                                                      | 12. Januar 1977   | Gaststätte Straßenmühle, Wiesbaden-Dotzheim; Unterführung Glöcknerstraße, Wiesbaden-Igstadt        | keine                                              |
| 7.    | Letzter Aufruf für Dr. Reimann | Person mit Lebensmittelvergiftung                                            | 19. Januar 1977   | Berliner Straße, Frankfurt                                                                         | keine                                              |
| 8.    | Bodenloser Leichtsinn          | Nach Gaseintritt bewusstlose Personen in Schacht                             | 2. Februar 1977   | | GW, ELW 1, RTW 42                                  |
| 9.    | Die Prüfung                    | Person droht in selbstmörderischer Absicht mit Sprung von Hochhaus           | 9. Februar 1977   | Eschersheimer Landstraße 10, Frankfurt                                                             | keine                                              |
| 10.   | Nur 220 Volt                   | Elektrounfall                                                                | 16. Februar 1977  | Rheinufer, Eltville am Rhein; Wiesbaden-Delkenheim                                                 | keine                                              |
| 11.   | Selbst ist der Mann            | Eingeklemmte Person durch mangelhafte Sicherung bei Reparaturarbeiten an Kfz | 2. März 1977      | Waldhaus, Wiesbaden-Rambach; Köpfchenweg, Wiesbaden-Bierstadt; Kohlheckstrasse, Wiesbaden-Dotzheim |                                                    |
| 12.   | Endstation Kanal               | Bewusstlose Person in an Flussufer verunfalltem Kfz                          | 9. März 1977      | Nordweststadt, Frankfurt; Alte Niddabrücke, Ffm-Praunheim                                          | KW 16                                              |
| 13.   | Die große Schau                | Bewusstlose Person auf Hausdach, Schaulustige                                | 23. März 1977     | Winkeler Straße, Wiesbaden                                                                         | TM, LF 16                                          |

## Kritik
„Eine tolle Serie. […] zum Zeitpunkt ihres Entstehens topaktuell.“

## Medien
- Audio-CD: 30 Jahre Notarztwagen 7 (Soundtrack)
- DVD-Box mit allen 13 Folgen von Notarztwagen 7